# Village of Champlain
Village of Champlain, informalment Champlain, és un villageal Comtat de Clinton (Nova York) als Estats Units d'Amèrica. Segons el cens del 2000 tenia 1.173 habitants.

## Demografia
Segons el cens del 2000, Champlain tenia 1.173 habitants, 521 habitatges, i 309 famílies. La densitat de població era de 323,5 habitants/km².
Dels 521 habitatges en un 29% hi vivien nens de menys de 18 anys, en un 44% hi vivien parelles casades, en un 10,9% dones solteres, i en un 40,5% no eren unitats familiars. En el 35,9% dels habitatges hi vivien persones soles el 17,7% de les quals corresponia a persones de 65 anys o més que vivien soles. El nombre mitjà de persones vivint en cada habitatge era de 2,23 i el nombre mitjà de persones que vivien en cada família era de 2,91.
Per edats la població es repartia de la següent manera: un 24% tenia menys de 18 anys, un 7,6% entre 18 i 24, un 28% entre 25 i 44, un 22% de 45 a 60 i un 18,3% 65 anys o més.
L'edat mediana era de 39 anys. Per cada 100 dones de 18 o més anys hi havia 92 homes.
La renda mediana per habitatge era de 30.677 $ i la renda mediana per família de 38.611 $. Els homes tenien una renda mediana de 32.361 $ mentre que les dones 20.263 $. La renda per capita de la població era de 18.903 $. Entorn del 7,6% de les famílies i el 10,7% de la població estaven per davall del llindar de pobresa.